# William Lyons
Pour les articles homonymes, voir Lyons.
Sir William Lyons, né le 4 septembre 1901 à Blackpool (Lancashire, Royaume-Uni) et mort le 8 février 1985 à Royal Leamington Spa, est un industriel britannique et fondateur du constructeur automobile Jaguar.

## Biographie
Fils d’un musicien irlandais (aussi prénommé William) venu s’installer dans la ville touristique de Blackpool pour y fonder son affaire, le Lyon’s Music and Pianoforte Warehouse, William y voit le jour le 4 septembre 1901. 
Sa mère s’appelle Minnie et sa grande sœur Carol. Ses études ne sont ni bonnes ni mauvaises, mais vers l’âge de 17 ans il s'intéresse à la moto. Cependant, William père est devenu une personnalité influente de Blackpool et réussit à placer son fils comme apprenti chez Crossley Motors pendant qu’il suivrait des cours du soir à l’école technique Manchester. 
À la fin de la Première Guerre mondiale, Crossley disparaît et Lyons revient au bercail, ne sachant pas trop quoi faire (il veut se lancer dans la fabrication de gramophones). De fil en aiguille il se trouve une place de vendeur dans un garage Morris et s’achète une série de motocyclettes. 
Quelque peu de temps plus tard, en 1921, de nouveaux voisins s’installent : les Walmsley. Il ne faut pas longtemps au jeune homme pour s’apercevoir que le coin attire de nombreux jeunes motocyclistes qui repartent avec un side-car attaché à leur monture. Walmsley (aussi un William) approchait les trente ans d’âge, sa femme attend leur deuxième enfant et William Lyons, qui s’est procuré un des side-cars artisanalement fabriqués, a commencé à en vendre quelques-uns. 
Walmsley n’était pas très ambitieux, mais sous l’influence de son épouse accepta l’établissement d’une entreprise commune. L’entreprise prit son essor, Walmsley s’occupant de la production des side-cars et Lyons des ventes, de la promotion et des embauches (Lyons n’avait pas encore 21 ans, et c’est son père qui signait les papiers). 
En 1922, il est majeur. Les ventes vont bon train et Lyons se révèle être un très bon « promoteur » de side-car Swallow (le nom vient de la petite voiture à pédales de Walmsley que son père avait ainsi baptisée), et les ventes à l’étranger démarrent, particulièrement avec un certain Emil Frey en Suisse qui devient le premier agent de Swallow. En 1924 Lyons se marie avec Greta Brown, et ils auront trois enfants.
La marque Swallow avait déménagé dans des ateliers plus grands et en 1927 annonce sa première automobile, l’Austin Swallow Two Seater avec une carrosserie en aluminium, plus stylée. Swallow devient fabricant d’automobiles. L’Austin est suivie de bien d’autres châssis recarrossés, comme les Sunbeam Hornet, Morris et autres Fiat (quoique plus tard, à Coventry, avec les Vauxhall). Plus que recarrossées, ces châssis sont modifiés pour offrir une conduite améliorée : des détails bénins comme les hauteurs de colonnes de direction sont complètement ignorés de leurs fabricants d’origine. 
D’une part la place commence à manquer, et le cœur de l’automobile britannique se trouve à Coventry. Vers l’automne de 1928, la décision est prise. Déménagement dans une usine d’obus désaffectée au plancher fixé par des clous en cuivre pour minimiser les risques d’étincelles. La place est louée avec un contrat de trois ans avec option de rachat après cette période. 
Whitmore Park à Foleshill, la rue devient quelque temps plus tard Swallow Road. 1928, c’est aussi la crise. Mais comme cela fut écrit plus tard dans le journal interne Jaguar Apprentices’ Magazine, le travail de 12 heures par jour pour tous les échelons de l’usine ne laissait pas le temps d’y penser et d’atteindre le moral de chacun. 
Le déménagement se fait sans trop de heurts, et puisque travail il y avait, la plupart des employés déménagent, suivis petit à petit des familles. L’affaire des side-cars continue de prospérer : Lyons utilise toutes les chutes de bois et tapis pour leur construction et finition. Pour les présentations officielles sur scène, les rideaux étaient des toiles de finition intérieures qui allaient être utilisées sur la chaîne de production une fois leur travail temporaire accompli. Même traitement pour les tapis. Ces méthodes « économiques », alliées à son sens du style, ont toujours été ce qui permit à Lyons de produire, d’abord de side-cars, puis des automobiles qui sont toujours moins chers qu’il n’apparaît.
Finalement, la marque SS (Standard Swallow) naît en 1931 et avec elle la SS 1 grâce à un accord entre patron de Standard John Black et William Lyons. Standard livre les châssis de la Type 16 très modifiés pour les abaisser un maximum ainsi que les moteurs à six cylindres. Le public est époustouflé par la ligne de cet engin. Un modèle plus petit, nommé SS2 arrive aussi, animé par un quatre cylindres. La gamme s’étoffe avec plus de moteurs, des versions ouvertes, et la « Airline ». En 1935, arrive la fameuse SS 90 à châssis court (voie de la SS1 mais empattement de la SS2), mais c’est aussi l’arrivée de Bill Heynes (quod vide) et la mise en route du programme de ce qui allait devenir la ‘100. 
En 1945, la Swallow Sidecar Company  prend officiellement le nom de Jaguar.
En 1956, Lyons fut anobli par la reine Élisabeth II.
Le 18 juin 1960, Lyons achète Daimler établie à Radford (en) et afin de garder les clients fidèles à la marque décide de faire une version Daimler de la Mk 2, nantie du moteur V8 conçu par Edward Turner. 
Puis en mars 1963, c’est le tour de Coventry Climax (voir Hassan), suivi de bien d’autres marques, de rejoindre l’empire Jaguar. 
Le 11 juillet 1966, Lyons décide de fusionner avec George Harriman de BMC afin d’assurer une plus grande viabilité commerciale. Lyons quitte son poste de directeur de Jaguar le 1er janvier 1968 mais en demeure le Président exécutif. 
BMC a de mauvais résultats cette année et British Leyland veut consolider : toute l’affaire devient politique. Cependant, Lyons garde une main ferme sur les développements de ses autos, empêchant une trop grand mainmise de British Leyland sur Jaguar. Mais les syndicats font empirer les choses et, en 1972, l’usine est paralysée pendant dix semaines. Cela fait plus de 50 ans que Lyons a démarré Swallow avec Walmsley, et il a près de 71 ans. Il prend sa retraite, mais on vient toujours le consulter à son domicile de Wappenburry Hall, sa demeure depuis 1937. 
Il décède le 8 février 1985 à sa maison près de Royal Leamington Spa. Son épouse meurt l'année suivante.